# ヴァスフィヨルズル

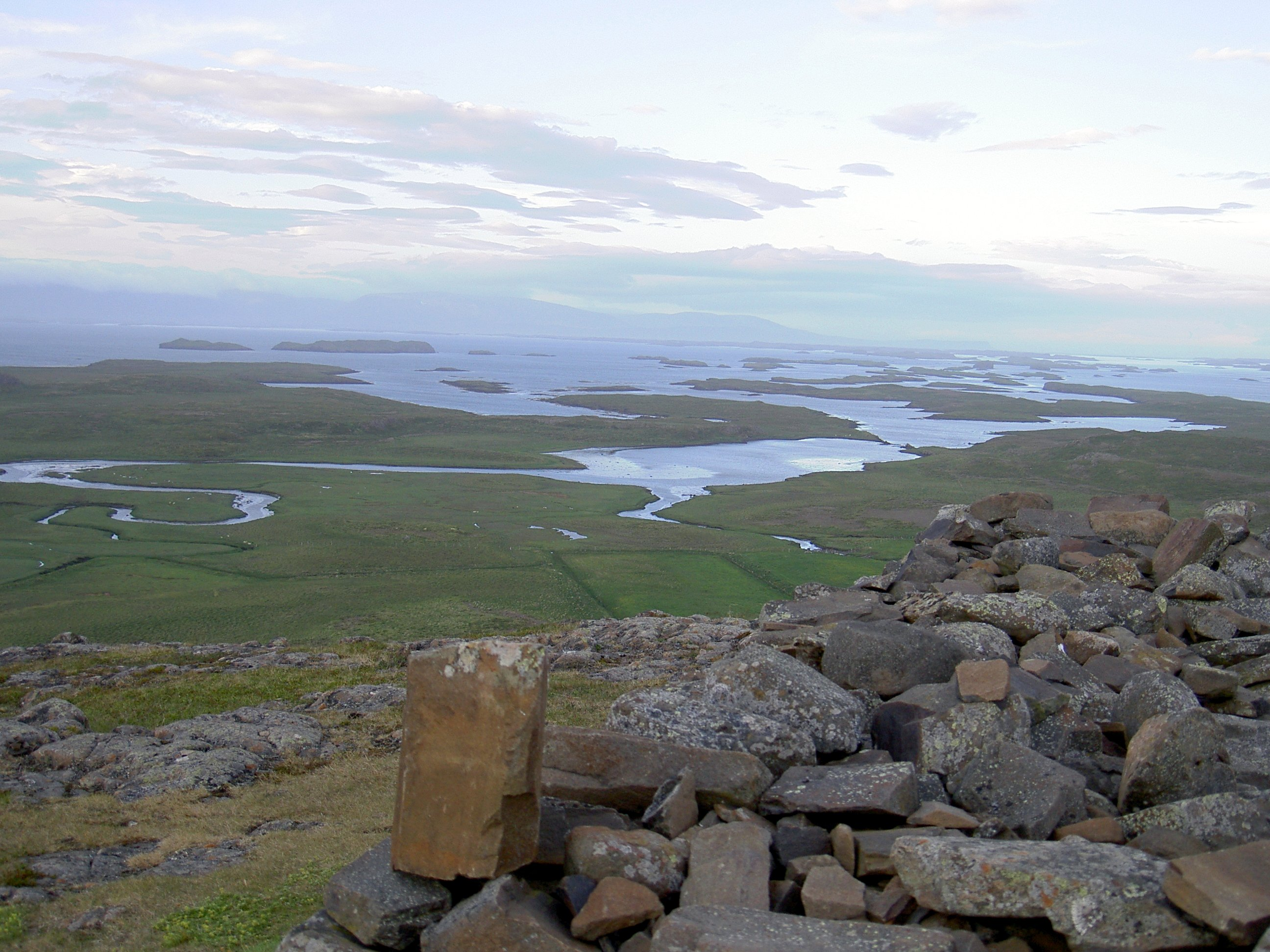
ブレイザフィヨルズルのもっとも狭まったところ、クヴァムスフィヨルズル (is) の景色

ヴァスフィヨルズル (アイスランド語: Vatnsfjörður) はアイスランド北西部ヒャルザルネス海岸 (Hjarðarnes) のフィヨルドで、ブレイザフィヨルズルという大きなフィヨルドの一部としてその北西部に位置する自然保護区。
ヴァスフィヨルズルは1975年に自然保護区に指定され、その一部は現在西部フィヨルドのヴェストゥル・バルザストランダルシスラ県内の自治体ブリャウスライクール (en) に含まれている。自然保護区の規定により区域内での活動は伝統的な生活に根ざしたものに限られており、現在は20ヘクタールほどの牧場で牧羊 (en) が行われている。

## 地理
自然保護区は、西側をスヴェラ (Þverá) 川、北をグラマ (Gláma) 古氷河、さらにホルナテル (Hornatær) 山の分水嶺、ディニャンディシェイズ (Dynjandisheið) に囲まれている。グラマ古氷河からは南にシングマナヘイディ (Þingmannaheiði) 湿原が、南西にホルグスネス (Hörgsnes) 山があり、グラマ古氷河の河口はこの二つにはさまれた形になっている。
保護区内には多くの湖や池がある。最大のものはヴァスダルスヴァン (Vatnsdalsvatn) 湖であり、面積は約2平方キロメートルである。

## 地質
基本となるのは第三紀玄武岩の岩盤であり、1000万年〜1300万年前に形成されたと考えられている。地形はおおよそ氷河期に形成されたものであり、U字谷などの氷河擦痕が見られる。氷河の西にあり岩肌の目立つホルグスネス山では、海面から700m以上の高さまで一気にそびえ立っている。氷河擦痕はこの地域はよく見られ、また地熱を利用した温水プールなどもある。

## 気候と観光
ヴァスフィヨルズルの気候は夏の間は穏やかで、西部フィヨルド地域の重要な観光スポットとなっている。ヴァスフィヨルズルからバードウォッチングで有名な断崖のあるラゥトラビャルグ (Látrabjarg)、セーラルダールル (Selárdalur) 渓谷、イーサフィヨルズルの市街地まで自動車で90分ほど、また西部フィヨルド最大のディンヤンディ (Dynjandi) の滝まで30分ほどである。フラトエイ島 (en) までの船便 (バルドゥル・フェリー、Baldur) もあり、約1時間ほどである。
フロカルンドゥル (Flókalundur) には夏季のみ営業のホテル、給油所、トイレ設備のあるキャンプ場があり、海岸沿いには温泉を利用した温水プールやサマーハウスもある。スヴェラ川の近くの池では魚の養殖が試験的に行われており、観光客が釣りを楽しむことができる。ヴァスダルサ川およびヴァスダルスヴァン湖での釣りは許可制だが、フロカルンドゥルやブリャウスライクールで所定の料金を払えば許可を得ることができる。
夏の間は、自然保護区の管理員が遊歩道などの様々な情報を提供している。

## 生態

### 動物相
ヴァスフィヨルズルでは個体数はそれぞれ少ないものの多様な種の動物が観察される。ただスズメバチは多い。

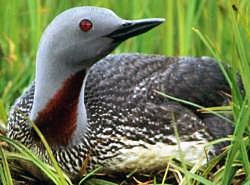
アビ

自然保護区内では約20種類の鳥類が生息している。4〜5月にはフィヨルドの随所でホンケワタガモやシノリガモが見られるが、盛夏ではアビがもっともよく見られる。オジロワシやシロハヤブサも散見されるが、自然保護区内に営巣する例は少ない。モリネズミ (en)、ホッキョクギツネ、ミンクも生息している。ホルグスネス山の半島周辺の海に近いところでは鰭脚類も見られる。ヴァスダルサ (Vatnsdalsá) 川ではサケが、ヴァスダルスヴァン湖ではマスが生息している。

### 植物相
カバノキがもっとも多いが、平地ではナナカマドやヤナギが代表的である。ウッドクレインズビル (Wood Crane's-bill) も多い。バルザストロントの他の地域と比べると、ビャクシンやシダも多い。ヒースのような低木としてはコケモモが多く見られる。岩肌の露出した湿原では地衣類も多く見られ、美しい景観を作り出している。バルザストロントの他の地域と同様に潮汐の影響が大きく、多種多様な海藻や小さな海洋生物が海岸で多く見られる。